# 1813 (numero)
Milleottocentotredici (1813) è il numero naturale dopo il 1812 e prima del 1814.

## Proprietà matematiche
- È un numero dispari.
- È un numero composto da 6 divisori: 1, 7, 37, 49, 259, 1813. Poiché la somma dei suoi divisori (escluso il numero stesso) è 353 < 1813, è un numero difettivo.
- È esprimibile in un solo modo come somma di due quadrati: 1813 = 1764 + 49 = 422 + 72.
- È un numero nontotiente in quanto dispari e diverso da 1.
- È un numero palindromo nel sistema posizionale a base 6 (12221).
- È un numero congruente.
- È un numero malvagio.
- È parte delle terne pitagoriche (516, 1813, 1885), (588, 1715, 1813), (1813, 4620, 4963), (1813, 6216, 6475), (1813, 33516, 33565), (1813, 44400, 44437), (1813, 234780, 234787), (1813, 1643484, 1643485).